# Sachverständigenrat für Integration und Migration
Der Sachverständigenrat für Integration und Migration (SVR) (bis 2020: „Sachverständigenrat deutscher Stiftungen für Integration und Migration“) wurde 2008 von acht Stiftungen als „unabhängiges und wissenschaftliches Gremium“ gegründet, um Fragen der Integration und Migration zu erforschen. Der in der Rechtsform einer gGmbH institutionalisierte Rat hat seinen Sitz in Berlin. Der SVR veranlasst empirische Erhebungen zur Integration und veröffentlicht seit 2010 jährlich ein Gutachten zur Integration und Migration.

## Struktur
Auf Initiative der Stiftung Mercator und der VolkswagenStiftung beteiligten sich die Bertelsmann-, die Freudenberg-, die Hertie-, die Körber-, die Vodafone- und die Zeit-Stiftung an der Gründung. Die Finanzierung durch die privaten Stiftungen war zunächst auf 10 Jahre angelegt und wurde – auch aufgrund der Bedeutungszunahme der Thematik – nochmals verlängert. Seit dem Jahr 2020 fördert das Bundesministerium des Innern, für Bau und Heimat mit bis zu 1,1 Mio. Euro p. a. die Erstellung des Jahresgutachtens sowie des alle 2 Jahre erscheinenden Integrationsbarometers. An der Finanzierung des Integrationsbarometers beteiligen sich erstmals alle 16 Länder, wodurch detailliertere Analysen des Integrationsklimas in Deutschland bis auf Länderebene ermöglicht werden.
Die Bundesregierung hat am 2. Dezember 2020 die Einrichtung eines Sachverständigenrats für Integration und Migration (SVR) beschlossen. Damit wird der SVR ab Januar 2021 vollständig institutionell vom Bund gefördert. Das Bundesministerium des Innern, für Bau und Heimat hat die Finanzierung übernommen. Der SVR setzt die Arbeit des Sachverständigenrats deutscher Stiftungen für Integration und Migration fort, der 2008 von einem Konsortium privater Stiftungen gegründet wurde.

### Die fördernden Stiftungen
Seit seiner Gründung wurde der SVR von einem breiten Konsortium von Stiftungen gefördert:
- Stiftung Mercator (2008–2020)
- VolkswagenStiftung (2008–2020)
- Bertelsmann-Stiftung (2008–2020)
- Freudenberg-Stiftung (2008–2020)
- Gemeinnützige Hertie-Stiftung (2008–2014)
- Körber-Stiftung (2008–2014)
- Robert Bosch Stiftung (2014–2020)
- Stifterverband für die Deutsche Wissenschaft (2013–2020)
- Vodafone Stiftung Deutschland (2008–2020)
- ZEIT-Stiftung Ebelin und Gerd Bucerius (2008–2012)

### Personen
Neben dem Vorsitzenden Winfried Kluth gehören (Stand Januar 2025) acht weitere Wissenschaftlerinnen und Wissenschaftler mit Schwerpunkt in der Integrations- und Migrationsforschung zum Sachverständigenrat:
- Birgit Glorius (seit 2023, Stellvertretende Vorsitzende seit 2025)
- Havva Engin (seit 2023)
- Marc Helbling (seit 2021)
- Matthias Koenig (seit 2024)
- Sandra Lavenex (seit 2024)
- Birgit Leyendecker (seit 2019)
- Panu Poutvaara (seit 2019)
- Hannes Schammann (seit 2025)

Ehemalige Mitglieder des SVR:
- Hans Vorländer (2018–2024, Vorsitzender 2023–2024)
- Petra Bendel (2016–2022, Vorsitzende 2019–2022)
- Thomas K. Bauer (2011–2019, Vorsitzender 2016–2019)
- Christine Langenfeld (2008–2016, Vorsitzende 2012–2016)
- Klaus Bade (Vorsitzender 2008–2012)
- Michael Bommes (2008–2010)
- Wilfried Bos (2012–2018)
- Gianni D’Amato (2011–2018)
- Claudia Diehl (2015–2020)
- Heinz Faßmann (2008–2016)
- Viola Georgi (2017–2022)
- Christian Joppke (2015–2020)
- Yasemin Karakaşoğlu (2008–2015)
- Steffen Mau (2021–2023)
- Ursula Neumann (2008–2015)
- Ludger Pries (2011–2015)
- Sieglinde Rosenberger (2018–2023)
- Werner Schiffauer (2008–2012)
- Thomas Straubhaar (2008–2011)
- Daniel Thym (2016–2022)
- Hacı Halil Uslucan (2012–2019)
- Steven Vertovec (2008–2011)

Zum Teil gehören die Mitglieder auch dem Rat für Migration an.

## Jahresgutachten
Seit 2010 veröffentlicht der SVR im jährlichen Rhythmus ein Jahresgutachten zur Integration und Migration. Für das Jahresgutachten wird alle zwei Jahre ein Integrationsbarometer erhoben, eine empirische Erhebung, für die Menschen mit und ohne Migrationshintergrund in Deutschland befragt werden. Teil der Untersuchung ist der Integrationsklima-Index, der auf einer Skala von 0 (sehr schlecht) bis 4 (sehr gut) die Erfahrungen und Einstellung der Befragten zu verschiedenen Bereichen der Integration ausdrückt. Strukturdaten werden in dem Index nicht berücksichtigt. Der Index wird alle zwei Jahre erhoben und wird nach unterschiedlichen Befragtengruppen aufgeschlüsselt.
Per telefonischer Umfrage wurden für das Jahresgutachten 2010 insgesamt 5600 Personen in den Regionen Stuttgart, Rhein-Main und Rhein-Ruhr befragt. Im Osten Deutschlands fanden keine Befragungen statt, weil dort nur 9 Prozent der Migranten leben.
Auf Basis der Daten lag der Integrationsklima-Index 2010 der Mehrheitsgesellschaft bei 2,77 und unter den Einwanderern bei 2,93. In der Eigenbewertung des Vorsitzenden des SVR im Jahr 2010 stellte sich die Integration damit positiver dar als erwartet.
Ab 2015 wurden im Integrationsklima-Index Werte auf einer Skala von 0 (= sehr negativ) bis 100 (= sehr positiv) abgebildet. Ermittelt wurden persönliche Erfahrungen und Einschätzungen von Menschen mit und ohne Migrationshintergrund in vier Bereichen, die für Integration zentral sind: Arbeit, Bildung, soziale Beziehungen und Nachbarschaft. „Je höher der Wert ist, desto besser wird das Integrationsklima eingeschätzt. Werte über 50 bedeuten eine tendenziell positive, Werte unter 50 eine tendenziell negative Wahrnehmung.“
Das Integrationklima lag 2015 für Personen ohne Migrationshintergrund bei einem Wert von 65,4; für Personen mit Migrationshintergrund bei 69,0.
Das Integrationsklima lag 2017/2018 für Personen ohne Migrationshintergrund bei einem Wert von 63,8; für Personen mit Migrationshintergrund bei 68,9.

## SVR-Forschungsbereich
Im November 2011 wurde als Ergänzung des Sachverständigenrats der Forschungsbereich eingerichtet, der eigenständige, anwendungsorientierte Forschungsprojekte in den Themenbereichen Integration und Migration durchführt. Ein Schwerpunkt lag hierbei auf dem Thema Bildung. Die Grundfinanzierung des Forschungsbereichs wurde bis Ende 2020 von der Stiftung Mercator getragen. Einzelne Studien und Forschungsprojekte wurden beispielsweise von der Robert Bosch Stiftung, dem Stifterverband und der Vodafone Stiftung Deutschland gefördert. Seit 2021 setzt der erweiterte wissenschaftliche Stab des Sachverständigenrats die Arbeit des SVR-Forschungsbereichs fort.

## Rezeption
Necla Kelek kritisierte in der FAZ im Mai 2011, dass der Sachverständigenrat eine Politik nach ideologischen Kriterien betreibe und nicht wissenschaftlich forsche. Sie bezeichnete den Sachverständigenrat in diesem Zusammenhang als „das Politbüro der deutschen Migrationspolitik“ und seinen ehemaligen Vorsitzenden Klaus Bade als dessen „Generalsekretär“. Zudem bezeichnete sie das Jahresgutachten 2011 als „vermeintlich repräsentativ“, da 80,5 % der Befragten einen Migrationshintergrund hatten und nur 19,5 % der Mehrheitsbevölkerung angehörten. Auf die Vorhaltungen antwortete Klaus Bade in der gleichen Zeitung zehn Tage später unter anderem mit dem Hinweis, dass die Repräsentativität der Stichprobe durch die „Standardprozedur der quantitativen empirischen Sozialforschung“, der Gewichtung, hergestellt würde.